# Morten Harket
Morten Harket (født 14. september 1959 i Kongsberg) er en norsk sanger, sangskriver, musiker og komponist, der er kendt som forsanger i det norske synthpop-band a-ha, der blev dannet i 1982.
Før a-ha var Harket sanger i blues-bandet Souldier Blue. Han har sidenhen udgivet fire soloalbums og var i 1996 vært for Eurovision Song Contest i Oslo. I 2002 fremførte han UNICEF's officielle sang sammen med Hayley Westenra. Morten Harket har desuden optrådt fire gange ved The Nobel Peace Prize Concert; som soloartist i 1995 og 2007 og med a-ha i 1998 og 2001.
Morten Harket har siden 2000 været indehaver af verdensrekorden for at holde samme tone længst tid ved en live-optræden. I sangen Summer Moved On lykkedes det ham at holde tonen i hele 20,2 sekunder.

## Privatliv
Harket har tre børn med sin ekskone Camilla Malmquist Harket, som han var gift med mellem 11. februar 1989 og 1998. Han har en datter med en tidligere kæreste Anne Mette Undlien og en anden datter med Inez Andersson.
Den ene af hans døtre, Tomine, synger i Alan Walkers sang "Darkside".
Harkets hobbyer omfatter tegning, maling, musik og biler. Sammen med bandmedlemmet Magne Furuholmen, støtter han Stoke City. 
Harket har engageret sig i bistands- og miljøspørgsmål, bl.a. gennem Amnesty International.

## Diskografi
- Poetenes Evangelium (1993)
- Wild Seed (1995)
- Vogts Villa (1996)
- Letters from Egypt (2008)
- Out of My Hands (2012)
- Brother (2014)